# Golem Grad

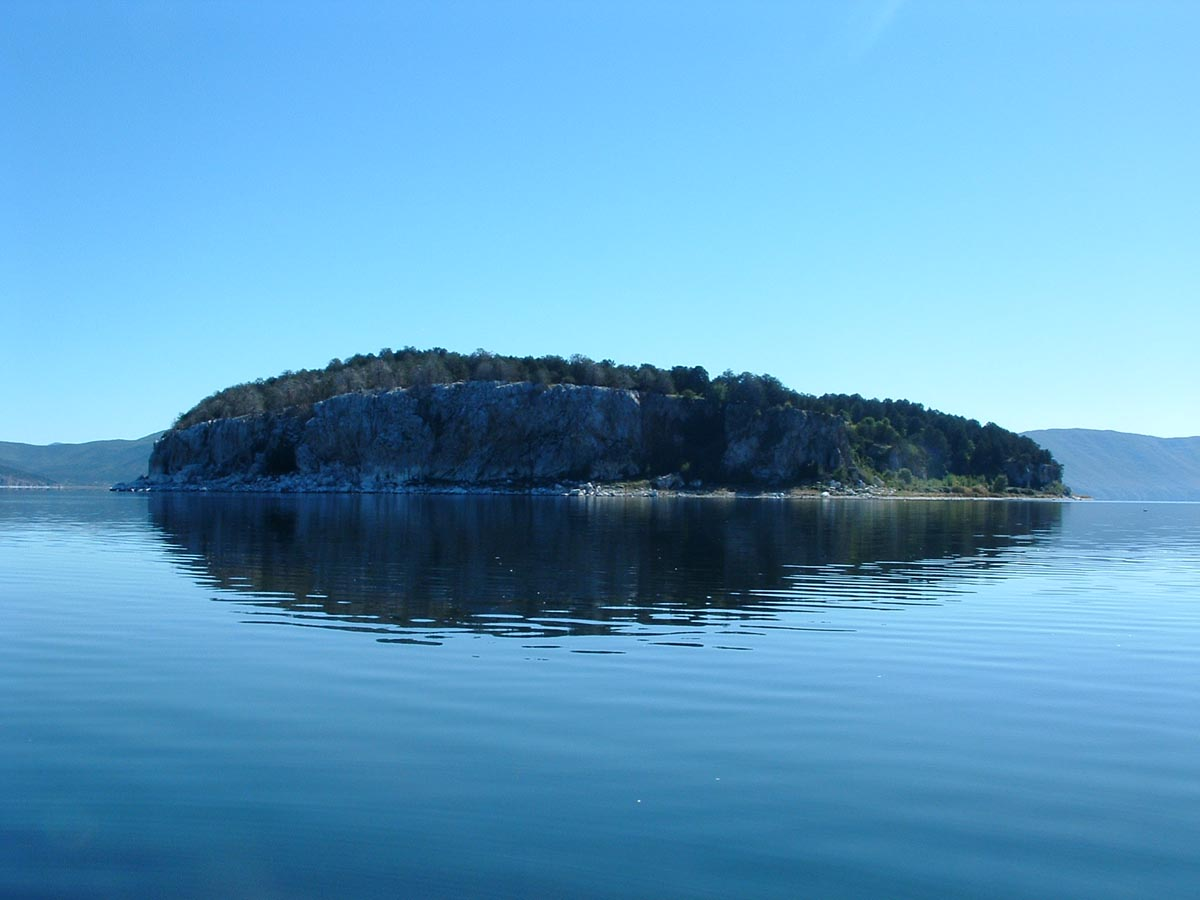
Golem Grad

Karta över Golem Grad med lokalisering av ruiner och arkeologiska platser.

Golem Grad (makedonska: Голем Град), vilket betyder Stor Stad, även känd som Ormön, är den enda ön i Nordmakedonien. Den ligger i Stora Prespasjön, nära statsgränsen till Grekland och Albanien.
Golem Grad täcker en areal på 21,9 hektar och är 700 meter lång, 400 meter bred och som högst 30 meter över sjön . Ön kan endast nås med båt och har tre hamnar St. Petar, Gojdarica och Vlaija. Konjsko, åtskild cirka två kilometer med vatten, är den by som ligger närmast ön.
Golem Grad ingår i Galičica nationalpark och har förklarats för skyddat naturreservat med särskilda geomorfologiska särdrag och har karakteristisk flora och fauna på grund av dess historiska förflutna. Ön är i dag obebodd. Sedan augusti 2008 är ön tillgänglig för turister . Ön, som är rik på endemiska växter och sällsynta fåglar, har sannolikt varit obebodd i århundraden, men har tidigare har varit bebodd under cirka 2 000 år.
På Golem Grad finns flera gamla ruiner och kyrkor och lämningar av neolitiska, hellenistiska, romerska och medeltida boplatser. Förutom den romerska begravningsplatsen är sex kyrkor upptäckta men enligt muntlig tradition fanns där en gång tolv. Klosterliv förekom mellan 900-talet och 1300-talet. Av särskilt intresse är en kyrka som uppfördes under 1300-talet och är grundlagd på en tidigare romersk vattencistern och förutom den bevarade kyrkan St. Petar och den medeltida kyrkan St. Demitrija finns en tidig kristen basilika från slutet av 300-talet och början av 400-talet med påträffade rester av golvmosaik.